# Tour de Borneo
El Tour de Borneo era una competició ciclista per etapes que es disputà a Malàisia i formà part de l'UCI Asia Tour. La primera edició es va fer el 2012 i la darrera el 2015.

## Palmarès
| Any  | Vencedor         | Segon             | Tercer                 |
| ---- | ---------------- | ----------------- | ---------------------- |
| 2012 | Michael Torckler | Nathan Earle      | Jonathan Lovelock      |
| 2013 | Ghader Mizbani   | Samad Poor Seiedi | Joseph Cooper          |
| 2014 | No disputada     |                   |                        |
| 2015 | Peeter Pruus     | Hari Fitrianto    | Mark John Lexer Galedo |